# Анисин, Михаил Вячеславович
Михаи́л Вячесла́вович Ани́син (род. 1 марта 1988, Москва) — российский хоккеист, нападающий, обладатель кубка Гагарина в составе московского «Динамо» (2012), 

## Карьера хоккеиста

### Начало карьеры
Воспитанник ЦСКА. Первый год провёл в клубе «Химик» (Воскресенск), за который в 7 матчах не набрал ни одного очка. В следующем сезоне вернулся в родной клуб ЦСКА, полгода спустя перешёл в «Крылья Советов», где в сезоне 2007/2008 стал лучшим бомбардиром высшей лиги.

### Карьера в клубах КХЛ
В апреле 2008 года был приглашён в «Авангард», но решил, что игровой практики в клубе у него будет мало, и принял решение играть в «Сибири». Между ним и менеджером «Авангарда» Анатолием Бардиным была заключена устная договорённость, что через два года Анисин будет играть в этом клубе. Однако в 2010 году Анисин перешёл в «Северсталь», где завоевал звание лучшего игрока команды в сентябре 2010 года по версии болельщиков.
В сезоне 2010/11 провёл 16 игр (3+1), но уже 11 ноября было объявлено о его обмене в «Югру». Однако 8 января 2011 года Анисин был отзаявлен. 
19 января подписал контракт с «Витязем», где стал одним из лидеров, в 48 матчах набрав 34 (18+16) очка.

### «Динамо» Москва
12 января 2012 года стал игроком московского «Динамо», с которым выиграл Кубок Гагарина, став с 14 заброшенными шайбами лучшим снайпером серии плей-офф. Тем не менее, по окончании сезона стало известно о том, что Анисин возвращается в чеховский клуб, однако спустя некоторое время руководители клубов приняли решение о сохранении прав на хоккеиста за «Динамо».
В канун 2013 года перешёл в «Северсталь». До перехода в «Северсталь» спортивные права на Анисина принадлежали КХЛ, в свою очередь Лига выкупила их у московского «Динамо» по итогам внутреннего конфликта в столичном клубе. В октябре 2013 года перешёл в «Донбасс» (Донецк, Украина). 21 октября 2013 года провёл первый матч на выезде против московского «Динамо». 16 ноября 2013 года «Донбасс» выступил с официальным заявлением относительно расторжения контракта с игроком.

### Смена клубов
В конце 2018 года перебрался в Румынию в команду «Чиксереда», за которую отметился дублем в дебютном матче, в полуфинале кубка Румынии.
13 июля 2019 года подписал пробный контракт с российским клубом «Сочи», но был отчислен из клуба через несколько месяцев за нарушение спортивного режима.
В октябре 2019 года подписал контракт с узбекским клубом «Хумо».
30 декабря 2020 года подписал контракт с клубом ВХЛ «Ижсталь». 12 февраля 2021 покинул клуб.
31 августа 2023 года подписал полноценный контракт с «Норильском».
Завершив карьеру профессионального хоккеиста стал тренером в молодежной системе СКА.

## Достижения
- Лучший бомбардир Высшей лиги: 2007/08
- Участник матча Всех звёзд КХЛ: 2012
- Обладатель Кубка Гагарина: 2012
- Лучший снайпер Кубка Гагарина: 2012

## Семья
Отец — советский хоккеист Вячеслав Анисин, мать — Тамара Анисина, единокровная сестра (дочь отца от первого брака с фигуристкой Ириной Черняевой) — чемпионка мира и Олимпийских игр в танцах на льду Марина Анисина.

## Статистика
| Легенда | Легенда                    | Легенда | Легенда                   | Легенда | Легенда    |
| ------- | -------------------------- | ------- | ------------------------- | ------- | ---------- |
| И       | Количество проведённых игр | Штр     | Штрафное время            | +/−     | Плюс-минус |
| Г       | Голы                       | П       | Голевые передачи          | О       | Очки       |
| -       | Статистика неизвестна      | —       | Статистика не учитывалась |         |            |